# 天主教帕拉馬里博教區
天主教帕拉馬里博教區（拉丁語：Dioecesis Paramariboënsis）是羅馬天主教在蘇利南一個教區，屬西班牙港總教區。
1817年11月12日建立圭亞那宗座監牧區，1842年9月12日升為代牧區。1958年5月7日升為教區。
2004年有教友110,664人，佔轄區總人口23.0%。教區下轄卅一個堂區，有廿二名司鐸。現任教區主教為威廉·德貝可。